# Авангард (предприятие, Сафоново)
«Авангард» (ранее — Сафоновский завод пластмасс) — российское предприятие, производитель крупногабаритных изделий из стеклопластика, а также продукции из пластмасс и резины.
Входит в состав НПО машиностроения, в составе которого в 2013 году вошёл в корпорацию «Тактическое ракетное вооружение». Основная продукция — транспортно-пусковые контейнеры и корпуса двигателей твердотопливных ракет, а также элементы брони и противорадиационной защиты для бронетехники.

## История
Сафоновский завод пластмасс был создан во исполнение распоряжения Совета Министров СССР от 1 января 1959 года, пущен 1 сентября 1962 года.
В 1975 году преобразован в Производственное объединение «Авангард» (ПО «Авангард») в составе: Сафоновский завод пластмасс — головное предприятие и Специальное конструкторско-технологическое бюро «Курс» (СКТБ «Курс»).
С 1998 года находится в ведении Федерального космического агентства.
В 2003 году проведена реорганизация предприятия в форме присоединения к нему дочернего государственного унитарного предприятия СКТБ «Курс» и создано федеральное государственное унитарного предприятия «Авангард» (ФГУП «Авангард»).
В 2008 году преобразовано в открытое акционерное общество «Авангард».

## Продукция
Основное направление деятельности — выпуск продукции из композиционных полимерных материалов, пластмасс и резин для ракетно-космической техники, а также для железнодорожного транспорта, топливно-энергетической, металлургической и химической промышленности, жилищно-коммунального хозяйства.
Номенклатура включает корпуса ракетных двигателей твёрдого топлива, корпуса транспортно-пусковых контейнеров и стаканов, радиопрозрачные укрытия, газоотводящие стволы дымовых труб, ёмкости для хранения и транспортировки агрессивных жидкостей и горюче-смазочных материалов, настилы для железнодорожных и трамвайных переездов, газоходы и пульповоды.

## Награды и достижения
За заслуги в создании и производстве новой техники Указом Президиума Верховного Совета СССР от 12 августа 1976 года предприятие награждено орденом Трудового Красного Знамени.

## Санкции
3 марта 2022 года, на фоне вторжения России на Украину, предприятие попало под санкции США в качестве ответа на «преднамеренную, неспровоцированную войну России против Украины», отмечая что «предприятие проектирует, разрабатывает и производит оружие, которое путинские военные используют для нападения на Украину» В частности, предприятие занимается производством российской бронетехники для российского оборонного сектора и разработкой российских ракет.
8 апреля 2022 года предприятие попало под санкции Канады как организация которая оказывала косвенную или прямую поддержку российским военным и «является соучастником боли и страданий, вызванных бессмысленной войной Владимира Путина в Украине».
23 февраля 2024 года предприятие внесено в санкционный список стран Евросоюза так как оно «осуществляет производство бронетехники и ракет, которые используются Вооруженными силы России в агрессивной войне против Украины».
Также, по аналогичным основаниям, предприятие находится под санкциями всех стран Евросоюза, Великобритании, Швейцарии, Украины и Японии.